# Miguel Trovoada
Miguel dos Anjos da Cunha Lisboa Trovoada GColL (São Tomé, São Tomé e Príncipe, 27 de dezembro de 1936) é um político são tomense. Foi presidente do seu país de 1991 a 2001.

## Biografia
Miguel Trovoada nasceu na cidade de São Tomé, filho de Lourenço dos Anjos Trovoada (São Tomé, São Tomé e Príncipe, 12 de Junho de 1901 - São Tomé, São Tomé e Príncipe, 30 de Novembro de 1964) e de sua mulher (São Tomé, São Tomé e Príncipe) Teresa Francisca da Cunha Lisboa (São Tomé, São Tomé e Príncipe, 3 de Setembro de 1903 - São Tomé, São Tomé e Príncipe, 27 de Janeiro de 1987), irmão de Jaime dos Anjos da Cunha Lisboa Trovoada (São Tomé), Ivone dos Anjos da Cunha Lisboa Trovoada (São Tomé) e Dayse dos Anjos da Cunha Lisboa Trovoada (São Tomé - nova), neto paterno por bastardia de António dos Anjos Trovoada (São Tomé, São Tomé e Príncipe, 1878 - 13 de Fevereiro de 1938), Faroleiro no Ilhéu das Cabras, casado com Augusta da Graça do Espírito Santo, e de mãe desconhecida, bisneto por varonia de Lourenço António Trovoada (Brasil - São Tomé, São Tomé e Príncipe), e de sua segunda mulher Custódia dos Anjos Ceita, e trineto por varonia de ... Trovoada, morador no Brasil, e de sua mulher.
Estudou o nível secundário em Angola e se formou em Direito na Faculdade de Direito da Universidade de Lisboa, em Portugal. Em 1960, juntamente com o seu companheiro de classe Manuel Pinto da Costa, fundou o Comitê pela Libertação de São Tomé e Príncipe (CLSTP), que mais tarde, em 1972, seria rebatizado como Movimento pela Libertação de São Tomé e Príncipe (MLSTP), em 1972. Articulou as políticas do movimento no Gabão, onde trabalhava como diretor de assuntos estrangeiros da entidade. Teve papel decisivo no reconhecimento do MLSTP pela Organização da África Unida, em 1972.
Foi primeiro-ministro de São Tomé e Príncipe entre 1975 e 1979 e, mais tarde, presidente, de 1991 a 2001.
No ano de 1991, Trovoada foi eleito presidente na primeira eleição multipartidária do país e foi reeleito em 1996. Quando disputava a presidência, não pertencia à nenhuma agremiação política, porém, no final de seu primeiro mandato fundou um novo partido, a Acção Democrática Independente (ADI).
Foi agraciado com o Grande-Colar da Ordem da Liberdade de Portugal a 12 de outubro de 1992.
Em 2008 tornou-se Secretário Executivo da Comissão do Golfo da Guiné. No mesmo ano, seu filho Patrice Trovoada foi escolhido como primeiro-ministro do país, exercendo o cargo durante 4 meses.
Casou com Helena ... e foi pai de Patrice Émery Trovoada, Yure Trovoada e Deyse Trovoada.